# Osmundastrum claytonianum
Osmundastrum claytonianum är en safsaväxtart. Osmundastrum claytonianum ingår i släktet Osmundastrum och familjen Osmundaceae.

## Underarter
Arten delas in i följande underarter:
- O. c. claytonianum
- O. c. pilosum

## Bildgalleri

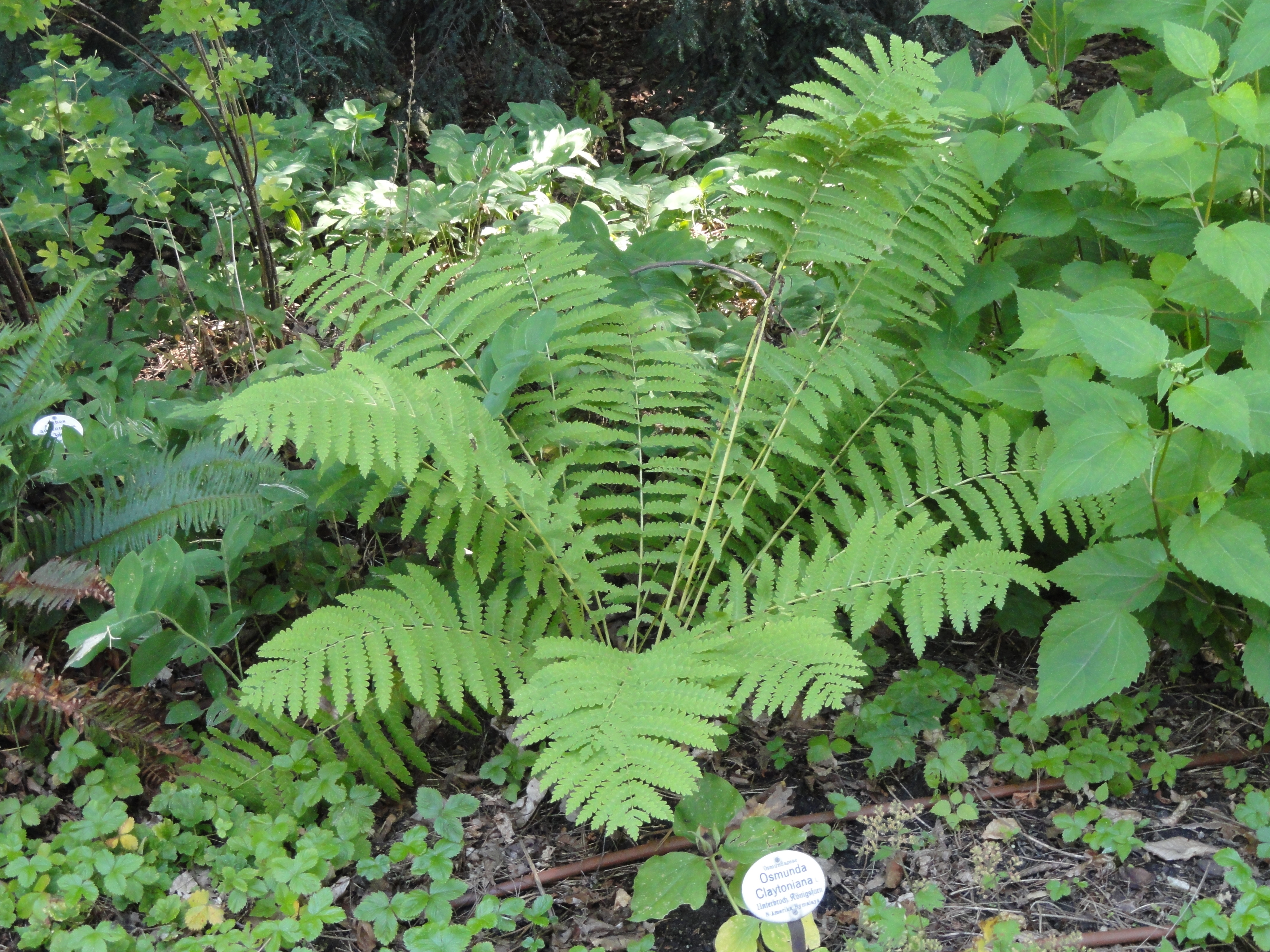